# Le tre bare
Le tre bare (titolo originale The Hollow Man nell'edizione inglese o The Three Coffins nell'edizione americana) è un romanzo giallo di John Dickson Carr del 1935, ed è il sesto della serie che ha per protagonista il dottor Gideon Fell. È un classico enigma della camera chiusa ed è stato ripetutamente votato tra i migliori romanzi gialli di sempre.

## Trama
Il professor Charles Grimaud è uno studioso di origine francese, specializzato nello studio dei miti e delle superstizioni, in particolare delle leggende che riguardano vampiri, fantasmi e altri esseri sovrannaturali. In una nevosa notte d'inverno uno sconosciuto si presenta nel pub dove Grimaud e il suo circolo di amici si riuniscono ogni sera e fa delle velate minacce, accennando ad un suo fratello che potrebbe essere molto pericoloso per il professore, più di lui stesso. L'uomo è Pierre Fley, un prestigiatore e illusionista specializzato in trucchi di sparizione. Alcune sere dopo, un uomo mascherato, presumibilmente Fley, si presenta in casa del professore ed entra con lui nel suo studio, la cui porta chiusa a chiave dall'interno è sorvegliata dal segretario e dalla governante di Grimaud. Ma quando poco dopo risuona uno sparo e la porta viene forzata, nella stanza c'è solo il professore, ferito mortalmente da un colpo di pistola; la finestra è inaccessibile e né sul tetto né sul terreno sottostante c'è traccia di impronte sulla neve intatta, eppure l'uomo mascherato è scomparso insieme alla rivoltella. Pochi minuti dopo, in un vicolo vicino all'abitazione di Grimaud dal bizzarro nome di Cagliostro Street, un uomo cammina da solo in mezzo alla strada quando d'un tratto alcuni testimoni, tra cui un poliziotto, sentono il grido "La seconda pallottola è per te!" e uno sparo. L'uomo giace morto in mezzo a una distesa di neve intatta, senza impronte di passi intorno se non le sue; eppure è stato colpito a bruciapelo alla schiena e la rivoltella giace accanto a lui. L'arma è la stessa che ha ucciso Grimaud; e il cadavere riverso a faccia in giù nella neve è quello di Pierre Fley. 
L'arguzia di Fell deduce la vera nazionalità nonché la vera identità di Grimaud dal suo arredamento, e dalle indagini di Hadley si viene a conoscenza del passato dell'uomo: egli e i suoi due fratelli Pierre e Nicholas erano ungheresi che, nel 1898, furono condannati a vent'anni di lavori forzati per una rapina in una banca, in cui morì il custode e il malloppo scomparve; tuttavia questi tentarono la fuga corrompendo il medico della prigione affinché attestasse che fossero morti di peste. Dopodiché furono velocemente e negligentemente sotterrati, dando la possibilità a Grimaud di liberarsi e di abbandonare al loro destino i suoi fratelli. Il resto della ricostruzione è opera dell'intelligenza di Fell, che lega tutti gli elementi e li incastra nel giusto ordine temporale. 
La soluzione del caso rivela che dietro alle morti così eccezionali di Grimaud e Fley vi era nientedimeno che il professore, al quale era indispensabile uccidere il fratello ritrovato perché minacciava di rovinarlo rivelando il suo passato, ovvero la responsabilità della morte di Nicholas e l'origine criminale della sua ricchezza. Per non far ricadere i sospetti su di sé, Grimaud elabora una dinamica omicida per la quale egli avrebbe incontrato il fratello a casa di questi, gli avrebbe sparato e con la stessa pistola si sarebbe ferito, per poi tornare nel proprio studio e fingere, facendo uso di uno specchio e della complicità dell'amata Ernestine Dumont, che invece Nicholas l'avesse aggredito e poi magicamente si fosse dileguato per andare ad uccidere Pierre. Una serie di imprevisti però altera il suo piano, per cui, dopo aver sparato a Pierre ed essere fuggito sui tetti, il professore viene colpito dal fratello moribondo, che stramazza in strada. Una volta rincasato, nell'atto di nascondere lo specchio, l'enorme sforzo aggrava la sua ferita, che diventa in breve tempo mortale: per questo la sua aggressione era stata interpretata come un delitto della camera chiusa, quando in realtà la violenza si era consumata all'esterno e nessuno era fuggito dalla stanza perché quando sviene, Grimaud è solo. Nelle ultime righe del libro, la fiera Ernestine Dumont si pugnala per raggiungere l'amato congiunto.

## Personaggi principali
- Professor Charles Vernet Grimaud - studioso di miti e leggende
- Rosette Grimaud - sua figlia
- Boyd Mangan  - giornalista, fidanzato di Rosette
- Stuart Mills - segretario del professor Grimaud
- Ernestine Dumont - governante del professor Grimaud
- Anthony Pettis - scrittore, amico di Grimaud
- Jerome Burnaby - pittore, amico di Grimaud
- Hubert Drayman - insegnante in pensione, amico di Grimaud
- Pierre Fley - illusionista
- John L. Sullivan O'Rourke - acrobata
- Annie - domestica
- Sergente Preston, Sergente Betts, Somers - poliziotti
- Hadley - Sovrintendente del CID di Scotland Yard
- Dottor Gideon Fell - investigatore
- Ted Rampole - giovane americano, amico del dottor Fell
- Dorothy Rampole - sua moglie

## Critica
"Carr qui è nel suo elemento, tra prestigiatori e occultisti, immaginari accenni di poteri sovrannaturali, e già il lettore si ritrova leggermente sbalestrato [...] Come Il caso dei cioccolatini avvelenati, questo libro è sia una storia poliziesca sia una storia sul poliziesco, brillantemente intrecciate insieme così che i commenti letterari nascondono indizi sugli omicidi, e gli omicidi stessi fungono da commento letterario. [...] Un intero capitolo è dedicato alla conferenza di Fell sulla stanza chiusa a chiave, che è stata ripubblicata integralmente come classico contributo di critica letteraria [...] Qui Fell espone il manifesto di Carr: sugli omicidi ('mi piace che i miei omicidi siano frequenti, sanguinosi e grotteschi'), sulla probabilità e sui delitti impossibili, con numerosi esempi tratti da scrittori autentici (incluso Carr stesso) sebbene non citati per nome. I delitti della camera chiusa sono raggruppati in sette categorie, e ognuna viene discusa con riferimento al caso corrente. E, malgrado l'avvertimento all'inizio del capitolo, anche qui ci sono importanti indizi."
In un sondaggio effettuato nel 1981 tra gli iscritti della prestigiosa associazione Mystery Writers of America, che riunisce i migliori scrittori di polizieschi degli Stati Uniti, il romanzo venne votato al primo posto assoluto in una classifica dei migliori enigmi della camera chiusa, davanti a L'orlo dell'abisso di Hake Talbot e Il mistero della camera gialla di Gaston Leroux.

## Opere derivate
Nel 1959 la BBC produsse un adattamento radiofonico del romanzo, con Norman Shelley nel ruolo del dottor Fell.
Nel 1997 la BBC ha mandato in onda uno sceneggiato radiofonico in due puntate dal titolo The Hollow Man, tratto dal romanzo e  diretto da Enyd Williams, con Donald Sinden nel ruolo di Gideon Fell e John Hartley in quello del sovrintendente Hadley.

## Edizioni
- John Dickson Carr, Le tre bare, traduzione di Maria Luisa Bocchino, collana I Classici del Giallo Mondadori, Mondadori, 1976,  p. 253.